# Jean-Michel Zecca
Pour les articles homonymes, voir Zecca (homonymie).
 (octobre 2017).
Si vous disposez d'ouvrages ou d'articles de référence ou si vous connaissez des sites web de qualité traitant du thème abordé ici, merci de compléter l'article en donnant les références utiles à sa vérifiabilité et en les liant à la section « Notes et références ».
Jean-Michel Zecca est un animateur audiovisuel belgo-italien né le 17 septembre 1968 à Charleroi en Belgique.

## Biographie

### Débuts
Jean-Michel Zecca est né le 17 septembre 1968 à Charleroi en Belgique. Natif de Montignies-sur-Sambre, il fait ses armes dans la radio d'école de l'Athénée de Châtelet puis commence sur RMS, petite station radio de Châtelineau, avant de rejoindre Nostalgie Belgique puis Chérie FM et NRJ.

### Parcours au sein de RTL-TVI
Il rejoint la radio Bel RTL en 1998 dans l'équipe de Départ immédiat.
Il commence à la télévision dans l'émission en 1999 dans Ça alors présentée par Jacques van den Biggelaar comme chroniqueur aux côtés de Nancy Sinatra, Bérénice (qui fut déjà sa collègue à Chérie FM), Sandrine Dans ou Sandrine Corman entre autres.
En septembre 2000, il présente la Ligue des champions de football sur Club RTL et se lance dans le divertissement en animant durant plusieurs années une émission de caméras cachées intitulée Si c'était vous sur RTL-TVI (où il piège des anonymes et des célébrités durant la première saison, il sera ensuite épaulé puis remplacé progressivement dans les pièges par François Damiens et son personnage de « François l'Embrouille » dès la deuxième saison). Il quitte l'émission en 2002 et est remplacé par le duo Fabrice Brouwers-Sandrine Corman. Il anime une autre émission de caméras cachées durant un an : Souriez, vous êtes fimés. Il présente ensuite Rien de personnel (talk show).
Depuis 2003, il présente le jeu Septante et un en semaine, avant le journal télévisé de 19 heures. 
Il présente l'adaptation belge de Fort Boyard de 2005 à 2008. En 2014, il se retrouve aux commandes de l'émission "Je le savais", diffusée en prime-time sur  RTL-TVI.
Il anime également l'élection de Miss Belgique chaque année ainsi que les éditions du Télévie.

### À la télévision française
À l'été 2006, il a présenté Qui est le bluffeur ? pendant quelques semaines sur France 2.
Il anime ensuite sur TMC Le Meilleur de Surprise sur Prise, Quand la musique est bonne, Les Inconnus de A à Z ou encore Il était une fois. Il présente un nouveau divertissement à la rentrée 2011, 60 secondes chrono sur RTL TVI 

### Parcours à la radio
Jean-Michel Zecca anime l'émission Va y avoir du sport, les lundis soirs, avant d'être remplacé par Luc Maton en septembre 2009.
À partir du 13 juillet 2009, il anime sur RTL avec Charlotte Valandrey une émission de solidarité On peut vous aider… même l'été. Toujours avec le même concept, il anime durant les étés 2010 et 2011 RTL vous Z.
En juin 2011, il arrête la présentation de Beau fixe, émission qu'il présentait depuis 10 saisons sur Bel RTL. ll motive sa décision par une certaine lassitude et il y est remplacé par Sandrine Dans.
Depuis septembre 2011, il présente Ma semaine avec... en semaine sur Bel RTL, émission au cours de laquelle il s'entretient avec une personnalité à son domicile.
En août 2012, il présente toujours sur RTL, La Bonne Touche.
Il anime durant de nombreuses années Le Triangle des bermudas avec Bérénice.[Quand ?]
Il anime l'émission Ça ne manque pas d'airs sur RTL :
- durant l'été 2013, quotidiennement
- le 25 décembre 2013, avec Mareva Galanter
- durant l'été 2014, avec Natasha St-Pier, quotidiennement[5]
- de septembre 2014 à juin 2015, le samedi et le dimanche avec Jade[6].
- durant l'été 2015, quotidiennement, avec Jade[7].

Pendant l'été 2016, il anime RTL Autour du Monde avec Jean-Sébastien Petitdemange.
Pendant les étés 2017 et 2018, il anime quotidiennement RTL vous régale avec Jean-Sébastien Petitdemange et respectivement Nathalie Helal et Luana Belmondo.

### Apparitions télévisuelles
Jean-Michel Zecca se lance également dans la comédie. On a pu le voir dans Louis la Brocante, dans un épisode tourné en Belgique et dans Otages, un téléfilm avec Estelle Lefébure et Yves Rénier.

### Divers
Il est l'auteur d'un livre culinaire intitulé La cuisine de mon père (2008). 

### Vie privée
Il a entretenu une relation amoureuse avec Miss Belgique 2003, Julie Taton, également animatrice en télé et en radio, de 2002 à 2010. Le 18 juin 2016, il épouse Séverine Van Impe.
Il est père de deux enfants.